# Eguchi (pièce de théâtre)
Eguchi (江口) est une pièce du théâtre nô de la troisième catégorie écrite par Zeami à partir d'un fragment (Le Sermon de la prostituée) de Kanami. La pièce combine deux légendes, celle relative au saint homme Shōkū (concernant l'identité de la prostituée de Mura avec le bodhisattva Fugen) et l'autre relative au moine Saigyō (l'avertissement de la prostituée d'Eguchi).

## Synopsis
Un moine itinérant arrive la nuit au port d'Eguchi près d'Osaka. Voyant un tumulus, il se renseigne sur son origine et on lui dit qu'il commémore la dame d'Eguchi, ancienne prostituée qui était considérée comme une manifestation du bodhisattva Fugen (lors d'un orage, Saigyō, le moine du XIIe siècle, demande abri dans sa maison mais l'entrée lui est refusée. Il le lui reproche par un poème improvisé, ce à quoi elle fait une réponse appropriée en référence à une interprétation bouddhiste des mots « un moment de refuge » ; elle l'admet alors et tous deux s'engagent dans une longue conversation).
Le moine itinérant se récite pensivement le poème de Saigyō et est entendu par une femme de passage qui lui demande de la suivre avec la réponse de la prostituée. Elle dit au moine de ne pas croire les rumeurs à son sujet ; quand elle disparaît, il se rend compte qu'elle est, en fait, le fantôme de la prostituée d'Eguchi.
Un villageois leur raconte alors l'histoire de Shōkū qui aspirait à adorer le Fugen vivant et a été conduit dans un rêve à chercher la dame d'Eguchi.
Fasciné, le moine commence à répéter un sūtra sur sa tombe. Un bateau, au clair de lune lumineux, apparaît, portant la dame avec deux chanteuses. Elles chantent le malheur des mortels pris au piège de l'illusion et condamnés à renaître. En conclusion, elles rappellent au moine que « toutes choses sont un refuge d'un moment » ; la dame révèle son identité de Fugen et s'élève dans les nuages.